# رجال الكشي
اختيار معرفة الرجال المعروف برجال الكشي وأيضًا معرفة الناقلين يتحدث عن رجال الشيعة الامامية، وهو مختارات من الكتاب الذي ألفه محمد بن عمر الكشي (ت 340 هـ) والنسخة الاصلية من هذا الكتاب ليست موجودة، وتمّ اختيار هذا الكتاب على يد الشيخ الطوسي.
هو محمد بن عمر بن عبد العزيز الكشي،وهو ثقة بصير بالأخبار والرجال حسن الإعتقاد وله كتاب الرجال وهو جليل القدر ذو منزلة عظيمة واسع الرواية لا نظير له ولا يطعن في كلامه توفي سنة 340 هـ وقد عاش في القرن الرابع ويقول عنه الشيخ الطوسي كان ثقة عينا وروى عن الضعفاء كثيرًا وكانت داره مرتعا للشيعة والعلماء والاجلاء وإنّه من ثقاة أصحابنا في الحديث والفقه. هذا وان الكشي ثقة عين وتؤيده رواية جعفر بن محمد وأما روايته عن الضعفاء فهو يخالف القول بوثاقته ويروي عمن كان يعتمد على قوله.

## أسم الكتاب
اورد ابن شهر آشوب في كتابه معالم العلماء اسم «معرفة الناقلين عن الأئمة الصادقين» والطوسي باسم:«معرفة الرجال» وآغا بزرك الطهراني باسم:«اختيار الرجال»

## موضوع الكتاب
كان غرض الكشي من تأليف كتابه ذكر الروايات وما يرتبط من أخبار الرواة ولكنّه لم يُبوّب بحسب أصحاب النبي والأئمة ولم يراع حروف الهجاء إمّا كنظرة اجمالية فانه يظهر لنا ان الترتيب في الرجال بحسب معاصرتهم للنبي والائمة مقصود له ولهذا بدا بذكر اصحاب النبي الذين يعدون من شيعة علي ثم يذكر اصحاب الائمة حسب عصورهم ثم ذكر رجال الغيبة بصرف النظر عن الخلط الواقع في ذكر بعض التراجم وعلى ما يبدو فان اختيار رجال الكشي من الكتب التي الفها الشيخ في اواخر حياته ويؤيده قول السيد ابن طاووس في كتاب فرج المهموم حيث ذكر في هذا الكتاب: «فاما ماذكرنا عنه في خطبة اختياره لكتاب الكشي فهذا لفظ ما وجدناه املى علينا الشيخ الطوسي وكان املائه سنة 456 هـ قال هذه الاخبار اختصرتها من كتاب الرجال للكشي وكذلك فان النجاشي لم يذكر في كتابه عند عد كتب الشيخ كتاب اختيار الرجال وان كتاب رجال الكشي هو من كتب العلماء وقد تكلم عن الصحابة الاجلاء وهذا النوع من الكتب هو من ضمن كتب الشيعة التي نجدها ضمن فهرست كتب الشيعة واسماء المصنفين مهم قديما وحديثا وان كان قد جمع شيخنا الطوسي في ذلك العصر ما لانظير له الا ان هذا المختصر فيه زوائد وفوائد فيكون اذا تتمة له.»

## كيفية أختيار الطوسي له
قال القهبائي:«إن الأصل كان في رجال العامة والخاصة فاختار منه الشيخ، الخاصة»

## من محتويات الكتاب
تحدث الكتاب عن الصحابة فقد تحدث عن أبي سعيد الخدري فقال «كان من اصحاب النبي وكان مستقيما فنزع ثلاثة ايام فغسله اهله ثم حملوه إلى مصلاه فمات فيه» وقد تحدث عن جابر بن عبد الله الانصاري حيث سؤل جابر بن عبد الله عن علي بن أبي طالب قال«فرفع حاجبيه عن عينيه وقد سقط على عينيه قال ذلك خير البشر». وتحدث عن زيد بن صوحان قال :«لما صرع زيد بن صوحان يوم الجمل جاء الامام علي (ع) حتى جلس عند راسه فقال رحمك الله يازيد قد كنت خفيف المؤونه عظيم المعونه»، وأما عن صعصعة بن صوحان قال فيه:«بأنّ الامام علي(ع) عاد صعصعة في مرضه فقال ياصعصعة لاتتخذ عيادتي هذه ابهة على قومك فلما قال الإمام علي لصعصعة هذه المقاله قال صعصعة بلى والله اعدها منة من الله علي وفضلا» وكذلك عن قنبر بأنّ علي بن أبي طالب قال:«لما رايت امرا منكرا اوقدت ناري ودعوت قنبرا.»

## المميزات
ان الخصوصية التي تميز هذا الكتاب عن سائر ما ألف في هذا المضمار عبارة عن التركيز على نقل الروايات المربوطة بالرواة التي يقدر القارئ بالإمعان فيها على تمييز الثقة عن الضعيف وقد ألفه على نهج الطبقات مبتدءاً بأصحاب الرسول والوصي إلى أن يصل إلى أصحاب الهادي والعسكري ثم إلى الذين يلونهم وهو بين الشيعة كطبقات ابن سعد بين السنة.

## التعليقات
التعليقة على أختيار معرفة الرجال - المير داماد

## الطبعات
طبع في الهند وغيره، وطبع في النجف الاشرف وقد فهرس الناشر أسماء الرواة على ترتيب حروف المعجم، وقام حسن المصطفوي بتحقيقه تحقيقاً رائعاً وفهرس له فهارس قيّمة

## وصلات خارجية
تحميل الكتاب
قراءة الكتاب